# Discografia degli Hoobastank

## Album

### Album in studio
| Titolo                                                   | Dettagli dell'album                                                             | Posizione massima      | Posizione massima    | Posizione massima  | Posizione massima | Posizione massima  | Posizione massima   | Posizione massima   | Posizione massima | Posizione massima   | Posizione massima      | Certificazione                                   |
| Titolo                                                   | Dettagli dell'album                                                             | Stati Uniti (bandiera) | Australia (bandiera) | Austria (bandiera) | Canada (bandiera) | Francia (bandiera) | Germania (bandiera) | Giappone (bandiera) | Svezia (bandiera) | Svizzera (bandiera) | Regno Unito (bandiera) | Certificazione                                   |
| -------------------------------------------------------- | ------------------------------------------------------------------------------- | ---------------------- | -------------------- | ------------------ | ----------------- | ------------------ | ------------------- | ------------------- | ----------------- | ------------------- | ---------------------- | ------------------------------------------------ |
| Muffins                                                  | - Pubblicato: 1997 - Etichetta: - Formato: CD, audiocassetta                    | —                      | —                    | —                  | —                 | —                  | —                   | —                   | —                 | —                   | —                      |                                                  |
| They Sure Don't Make Basketball Shorts Like They Used To | - Pubblicato: 1998 - Etichetta: - Formato: CD                                   | —                      | —                    | —                  | —                 | —                  | —                   | —                   | —                 | —                   | —                      |                                                  |
| Hoobastank                                               | - Pubblicato: 20 novembre 2001 - Etichetta: Island Records - Formato: CD, DD    | 25                     | 67                   | —                  | —                 | —                  | —                   | —                   | —                 | —                   | 96                     | - USA: Platino                                   |
| The Reason                                               | - Pubblicato: 9 dicembre 2003 - Etichetta: Island Records - Formato: CD, LP, DD | 3                      | 23                   | 19                 | 9                 | 6                  | 51                  | 79                  | 33                | 13                  | 41                     | - Canada: Platino - UK: Argento - USA: 2×Platino |
| Every Man for Himself                                    | - Pubblicato: 16 maggio 2006 - Eticehtta: Island Records - Formato: CD, DD      | 12                     | —                    | —                  | —                 | 73                 | 32                  | 8                   | —                 | 45                  | —                      | - USA: Oro                                       |
| For(N)ever                                               | - Pubblicato: 27 gennaio 2009 - Etichetta: Island Records - Formato: CD, DD     | 26                     | 88                   | —                  | —                 | —                  | —                   | 6                   | —                 | —                   | —                      |                                                  |
| Fight or Flight                                          | - Pubblicato: 11 settembre 2012 - Etichetta: Open E - Formato: CD, DD           | 66                     | —                    | —                  | —                 | —                  | —                   | 18                  | —                 | —                   | —                      |                                                  |
| Push Pull                                                | - Pubblicato: 25 maggio 2018 - Etichetta: Napalm Records - Formato: CD, DD      | —                      | —                    | —                  | —                 | —                  | —                   | —                   | —                 | —                   | —                      |                                                  |

### Album dal vivo
| Titolo                | Dettagli album                                                          |
| --------------------- | ----------------------------------------------------------------------- |
| Live from the Wiltern | - Pubblicato: 8 dicembre 2009 - Etichetta: Island Records - Formato: DD |

### Raccolte
| Titolo                                      | Dettagli album                                                                       | Posizione massima   |
| Titolo                                      | Dettagli album                                                                       | Giappone (bandiera) |
| ------------------------------------------- | ------------------------------------------------------------------------------------ | ------------------- |
| The Greatest Hits: Don't Touch My Moustache | - Pubblicato: 5 agosto 2009 - Etichetta: Universal International Japan - Formato: CD | 24                  |
| Is This the Day?                            | - Pubblicato: 30 luglio 2010 - Etichetta: Island Records - Formato: CD               | 7                   |
| Icon                                        | - Pubblicato: 31 agosto 2010 - Etichetta: Island - Formato: CD                       | —                   |

### Extended play
| Titolo        | Dettagli dell'EP                                             |
| ------------- | ------------------------------------------------------------ |
| The Target EP | - Pubblicato: 2002 - Etichetta: Island Records - Formato: CD |

### Album video
| Titolo                | Dettagli album                                                |
| --------------------- | ------------------------------------------------------------- |
| Let It Out            | - Pubblicato: 2004 - Etichetta: Island Records - Formato: DVD |
| La Cigale             | - Pubblicato: 2006 - Etichetta: Island Records - Formato: DVD |
| Live from the Wiltern | - Pubblicato: 2010 - Etichetta: Island Records - Formato: DD  |

## Singoli
| Titolo                               | Anno | Posizione più alta     | Posizione più alta | Posizione più alta | Posizione più alta | Posizione più alta   | Posizione più alta | Posizione più alta  | Posizione più alta  | Posizione più alta  | Posizione più alta     | Certificazione | Album                    |
| Titolo                               | Anno | Stati Uniti (bandiera) | Adult              | Alt.               | Main. Rock         | Australia (bandiera) | Austria (bandiera) | Germania (bandiera) | Giappone (bandiera) | Svizzera (bandiera) | Regno Unito (bandiera) | Certificazione | Album                    |
| ------------------------------------ | ---- | ---------------------- | ------------------ | ------------------ | ------------------ | -------------------- | ------------------ | ------------------- | ------------------- | ------------------- | ---------------------- | -------------- | ------------------------ |
| "Crawling in the Dark"               | 2002 | 68                     | —                  | 3                  | 7                  | 61                   | —                  | —                   | —                   | —                   | 47                     |                | Hoobastank               |
| "Running Away"                       | 2002 | 44                     | 31                 | 2                  | 9                  | 83                   | —                  | —                   | —                   | —                   | 100                    |                | Hoobastank               |
| "Remember Me"                        | 2002 | —                      | —                  | 23                 | 28                 | —                    | —                  | —                   | —                   | —                   | —                      |                | Hoobastank               |
| "Out of Control"                     | 2003 | —                      | —                  | 9                  | 16                 | —                    | —                  | —                   | —                   | —                   | —                      |                | The Reason               |
| "The Reason"                         | 2003 | 2                      | 1                  | 1                  | 4                  | 7                    | 5                  | 15                  | 79                  | 6                   | 12                     | - USA: Oro     | The Reason               |
| "Same Direction"                     | 2004 | —                      | —                  | 14                 | 20                 | —                    | —                  | 49                  | —                   | —                   | —                      |                | The Reason               |
| "Disappear"                          | 2004 | 101                    | 16                 | 24                 | —                  | —                    | 75                 | 99                  | —                   | —                   | —                      |                | The Reason               |
| "If I Were You"                      | 2006 | 117                    | 18                 | 23                 | —                  | —                    | 60                 | 58                  | —                   | 100                 | —                      |                | Every Man for Himself    |
| "Inside of You"                      | 2006 | —                      | —                  | 27                 | 27                 | —                    | —                  | —                   | —                   | —                   | —                      |                | Every Man for Himself    |
| "Born to Lead"                       | 2006 | —                      | —                  | —                  | 25                 | —                    | —                  | —                   | —                   | —                   | —                      |                | Every Man for Himself    |
| "My Turn"                            | 2008 | —                      | —                  | 24                 | 23                 | —                    | —                  | —                   | 31                  | —                   | —                      |                | For(N)ever               |
| "So Close, So Far"                   | 2009 | —                      | 24                 | —                  | —                  | —                    | —                  | —                   | —                   | —                   | —                      |                | For(N)ever               |
| "The Letter" (feat. Vanessa Amorosi) | 2009 | —                      | —                  | —                  | —                  | 39                   | —                  | —                   | —                   | —                   | —                      |                | For(N)ever               |
| "Never Be Here Again"                | 2010 | —                      | —                  | —                  | —                  | —                    | —                  | —                   | —                   | —                   | —                      |                | AT&T Team USA Soundtrack |
| "Is This the Day?"                   | 2010 | —                      | —                  | —                  | —                  | —                    | —                  | —                   | 74                  | —                   | —                      |                | Is This the Day?         |
| "This Is Gonna Hurt"                 | 2012 | —                      | —                  | —                  | 28                 | —                    | —                  | —                   | 70                  | —                   | —                      |                | Fight or Flight          |

## Apparizioni in compilation
| Titolo                     | Anno | Album                                           |
| -------------------------- | ---- | ----------------------------------------------- |
| "Losing My Grip"           | 2002 | The Scorpion King Soundtrack                    |
| "Right Before Your Eyes"   | 2003 | Daredevil: The Album                            |
| "Did You"                  | 2004 | Music from and Inspired by Spider-Man 2         |
| "Connected"                | 2004 | Halo 2 Soundtrack                               |
| "Say the Name"             | 2009 | The Stepfather Soundtrack                       |
| "I Don't Think I Love You" | 2009 | Transformers: Revenge of the Fallen – The Album |

## Video musicali
| Titolo               | Anno | Regista       |
| -------------------- | ---- | ------------- |
| Earthsick            | 1998 | Avi Roffman   |
| Up and Gone          | 2000 | Adam Baxter   |
| Crawling in the Dark | 2002 | Paul Fedor    |
| Running Away         | 2002 | Paul Fedor    |
| Remember Me          | 2002 | VEM & Tony    |
| Out of Control       | 2003 | Nathan Cox    |
| The Reason           | 2004 | Brett Simon   |
| Same Direction       | 2004 | Brett Simon   |
| Disappear            | 2004 | Marc Webb     |
| Let It Out           | 2005 |               |
| If I Were You        | 2006 | Hype Williams |
| Inside of You        | 2006 | Lex Halaby    |
| Born to lead         | 2006 |               |
| My Turn              | 2009 | P. R. Brown   |
| The Letter           | 2009 | P. R. Brown   |
| So Close, So Far     | 2009 |               |
| Ghostbusters         | 2009 |               |